# شیخانی (باشقیرستان)
شیخانی (انگلیسی: Shikhany, Republic of Bashkortostan) یک شهرک در شهرستان استرلیتاماکسکی استان باشقیرستان کشور روسیه است.